# Kuźnicka Polana
Polana Kuźnicka – polana w wylocie Doliny Bystrej w polskich Tatrach Zachodnich. Znajduje się po zachodniej stronie alei Przewodników Tatrzańskich prowadzącej z ronda Jana Pawła II (dawniej było to rondo Kuźnickie) do Kuźnic. Nadal odbywa się na niej wypas owiec, obecnie jest to tzw. wypas kulturowy. Położona jest na wysokości ok. 970 m n.p.m., u podnóży Krokwi. W dolnej części polany znajduje się żelazny pomnik Prometeusz rozstrzelany Władysława Hasiora. Polana administracyjnie należy do Zakopanego, ale znajduje się już na obszarze Tatrzańskiego Parku Narodowego. Drogą wzdłuż polany kursują liczne busy z turystami, a chodnikiem wędrują turyści, którzy wolą iść do Kuźnic (czy z Kuźnic) pieszo. W zimie na Polanie Kuźnickiej działa niewielki wyciąg narciarski.
Józef Nyka w stosunku do polany używa nazwy Wielka Polana Kuźnicka.